# Nicolas Ouédec
Nicolas Ouédec est un footballeur international français, né le 28 octobre 1971 à Lorient dans le département du Morbihan.
Évoluant au poste d'attaquant de la fin des années 1980 au milieu des années 2000, il commence sa carrière professionnelle au sein de son club formateur le FC Nantes. Il est avec ce club champion de France en 1995. Il joue ensuite à l'Espanyol de Barcelone, au Paris SG, au Montpellier HSC et à la RAA Louviéroise avant de terminer sa carrière en Chine. Il remporte dans ce championnat le titre de champion en 2002 avec Dalian Shide.

## Biographie
Formé au FC Nantes, c'est sous le maillot des "Canaris" que Nicolas Ouédec connaît ses plus belles années. En 1988, il fait partie de l'équipe de France juniors B1 aux côtés de Christophe Dugarry et de ses coéquipiers nantais Reynald Pedros et Stéphane Ziani. Meilleur buteur du championnat de France en 1994, il décroche l'année suivante le titre de champion de France au terme d'une saison de rêve.
Avant-centre redoutable, élégant, habile des deux pieds, et de la tête, Nicolas Ouédec démontrait un sens du jeu remarquable. Son entente exceptionnelle avec ses coéquipiers Patrice Loko et Reynald Pedros, tous trois soutenus par Japhet N'Doram, ont imprimé une marque indélébile au jeu nantais de cette époque. L'année qui suit le titre de champion de France est ternie par une série de blessures.
C'est durant cette période que Ouédec fait ses débuts sous le maillot de l'équipe de France. Au printemps 1994, il participe ainsi à la Coupe Kirin au Japon. Pressenti pour jouer l'Euro 1996, il se blesse grièvement, gâchant sa fin de saison 1995-1996 et laissant filer sa place parmi les 22 au profit de Mickaël Madar. Ce qui fait que Nicolas Ouédec ne pourra jamais vraiment s'imposer chez les Bleus et devra se contenter de sept sélections.
Après deux saisons plutôt réussies à l'Espanyol de Barcelone, il retrouve au Paris-SG Patrice Loko, avec lequel il ne joue pourtant qu'une poignée de minutes. Non désirés par Artur Jorge, qui remplace Alain Giresse au poste d'entraîneur après deux mois d'exercice, les deux joueurs quittent le club au mercato d'hiver : Loko est prêté à Lorient en novembre 1998 et Nicolas Ouédec rejoint le Montpellier HSC en janvier 1999. Le trio du FC Nantes Loko-Ouédec-Pedros est (virtuellement) reformé à l'intersaison suivante par la volonté de l'entraîneur héraultais Jean-Louis Gasset, mais n'évolue jamais sur le terrain (principalement du fait d'une longue blessure à la cuisse de Pedros). Montpellier est relégué en D2 à l'issue d'une triste saison (limogeage rapide de Gasset, Nicolas Ouédec écarté de l'équipe première par Michel Mézy...). Le natif de Lorient part pour la RAA Louviéroise en Belgique en 2001.
Il part ensuite évoluer en Chine où il remporte un titre et deux coupes nationales avec deux clubs différents, Dalian Shide puis Shandong Luneng, terminant ainsi sa carrière en juin 2005.
En 2010, il est adjoint de George Eo et entraîneur des attaquants au sein du club d'Orvault Sport, en banlieue nantaise, poste qu'il n'occupe qu'une saison.
Depuis 2011, il n'est plus dans le domaine sportif et s'est tourné vers la gestion hôtelière.

## Statistiques
| Saison                | Club                  | Championnat           | Championnat | Championnat | Coupe(s) nationale(s) | Coupe(s) nationale(s) | Compétition(s) continentale(s) | Compétition(s) continentale(s) | Compétition(s) continentale(s) | France | France | Total | Total |
| Saison                | Club                  | Division              | M.          | B.          | M.                    | B.                    | Comp.                          | M.                             | B.                             | M.     | B.     | M.    | B.    |
| 1989-1990             | FC Nantes             | Division 1            | 1           | 0           | -                     | -                     | -                              | -                              | -                              | -      | -      | 1     | 0     |
| 1990-1991             | FC Nantes             | Division 1            | 5           | 2           | -                     | -                     | -                              | -                              | -                              | -      | -      | 5     | 2     |
| 1991-1992             | FC Nantes             | Division 1            | 21          | 6           | 1                     | 0                     | -                              | -                              | -                              | -      | -      | 22    | 6     |
| 1992-1993             | FC Nantes             | Division 1            | 36          | 13          | 6                     | 3                     | -                              | -                              | -                              | -      | -      | 42    | 16    |
| 1993-1994             | FC Nantes             | Division 1            | 38          | 20          | 5                     | 3                     | C3                             | 2                              | 1                              | 1      | 0      | 46    | 24    |
| 1994-1995             | FC Nantes             | Division 1            | 34          | 18          | 3                     | 0                     | C3                             | 8                              | 8                              | 4      | 0      | 49    | 26    |
| 1995-1996             | FC Nantes             | Division 1            | 15          | 4           | 1                     | 1                     | C1                             | 9                              | 5                              | -      | -      | 25    | 10    |
| Sous-total            | Sous-total            | Sous-total            | 150         | 63          | 16                    | 6                     | -                              | 19                             | 14                             | 5      | 0      | 190   | 83    |
| 1996-1997             | Espanyol Barcelone    | Liga                  | 27          | 8           | 3                     | 2                     | C3                             | 1                              | 1                              | 2      | 1      | 33    | 12    |
| 1997-1998             | Espanyol Barcelone    | Liga                  | 32          | 9           | -                     | -                     | -                              | -                              | -                              | -      | -      | 32    | 9     |
| Sous-total            | Sous-total            | Sous-total            | 59          | 17          | 3                     | 2                     | -                              | 1                              | 1                              | 2      | 1      | 65    | 21    |
| 1998-1999             | Paris SG              | Division 1            | 12          | 0           | 1                     | 0                     | C2                             | 2                              | 1                              | -      | -      | 15    | 1     |
| Sous-total            | Sous-total            | Sous-total            | 12          | 0           | 1                     | 0                     | -                              | 2                              | 1                              | -      | -      | 15    | 1     |
| 1998-1999             | Montpellier HSC       | Division 1            | 14          | 2           | 5                     | 1                     | -                              | -                              | -                              | -      | -      | 19    | 3     |
| 1999-2000             | Montpellier HSC       | Division 1            | 18          | 1           | -                     | -                     | CI+C3                          | 5+4                            | 0+1                            | -      | -      | 27    | 2     |
| 2000-2001             | Montpellier HSC       | Division 2            | 12          | 2           | -                     | -                     | -                              | -                              | -                              | -      | -      | 12    | 2     |
| Sous-total            | Sous-total            | Sous-total            | 44          | 5           | 5                     | 1                     | -                              | 9                              | 1                              | -      | -      | 58    | 7     |
| 2001-2002             | RAA Louviéroise       | Division 1            | 12          | 3           | -                     | -                     | -                              | -                              | -                              | -      | -      | 12    | 3     |
| Sous-total            | Sous-total            | Sous-total            | 12          | 3           | -                     | -                     | -                              | -                              | -                              | -      | -      | 12    | 3     |
| 2002                  | Dalian Shide          | Chinese Super League  | 20          | 10          | -                     | -                     | -                              | -                              | -                              | -      | -      | 20    | 10    |
| Sous-total            | Sous-total            | Sous-total            | 20          | 10          | -                     | -                     | -                              | -                              | -                              | -      | -      | 20    | 10    |
| 2003                  | Shandong LT           | China Super League    | 18          | 7           | -                     | -                     | -                              | -                              | -                              | -      | -      | 18    | 7     |
| 2004                  | Shandong LT           | China Super League    | 18          | 2           | -                     | -                     | -                              | -                              | -                              | -      | -      | 18    | 2     |
| Sous-total            | Sous-total            | Sous-total            | 36          | 9           | -                     | -                     | -                              | -                              | -                              | -      | -      | 36    | 9     |
| Total sur la carrière | Total sur la carrière | Total sur la carrière | 332         | 108         | 25                    | 9                     | -                              | 30                             | 16                             | 7      | 1      | 394   | 134   |

## Palmarès

### En club
- avec le FC Nantes
  - Champion de France en 1995
  - Finaliste de la Coupe de France en 1993

- avec le Paris SG
  - Vainqueur du Trophée des Champions en 1998

- avec Dalian Shide
  - Champion de Chine en 2002

- avec Shandong Luneng Taishan
  - Vainqueur de la Coupe de Chine en 2004
  - Vainqueur de la Coupe de la ligue en 2004

### En  équipe de France
- 7 sélections et 1 but entre 1994 et 1996
- 3e du Festival international espoirs en 1992
- Médaillé de bronze aux Jeux méditerranéens en 1993
- Vainqueur de la Coupe Kirin en 1994

## Distinctions individuelles et records
- Meilleur buteur du championnat de France en 1994 (20 buts) avec le FC Nantes
- Meilleur passeur de la Chinese Super League en 2004 (12 passes) avec Shandong Luneng Taishan
- Fait partie avec le FC Nantes de l'équipe qui remporte le championnat avec une seule défaite en 1995
- Meilleur buteur du FC Nantes en Coupe d'Europe avec 14 buts (5 en Ligue des Champions et 9 en Coupe de l'UEFA)
- Fait partie de l'équipe de France qui dispute 30 matchs sans défaite (entre février 1994 et octobre 1996)

## Repères
- 1er match en Division 1 : 5 août 1989, FC Nantes 5 - 1 Racing Paris
- 1er but en Division 1 : 4 août 1990, FC Nantes 1 - 1 FC Metz
- 1re sélection A avec la France : 29 mai 1994, Japon 1 - 4 France[4]